# Livre VII des Éléments d'Euclide

Le livre VII des Éléments d'Euclide est le premier des livres d'Euclide à traiter à proprement parler d'arithmétique. On y définit en particulier les nombres premiers et les nombres premiers entre eux, le plus grand commun diviseur (PGCD) et le plus petit commun multiple (PPCM). 
Il comporte : 25 définitions et 41 propositions.

## Les définitions
Les définitions données introduisent la notion d'unité, de diviseur et de multiple, de nombre pair ou impair, de nombre premier et de nombres premiers entre eux. Apparaît également la notion de nombre parfait.
En voici quelques-unes :
- Définition 1, l'unité est selon quoi chacune des choses existantes est dite une.
- Définition 2, un nombre est un assemblage composé d'unités
- Définition 3, un nombre est une partie d'un nombre, le plus petit du plus grand, lorsque le plus petit mesure le plus grand. Être partie signifie ici être diviseur.
- Définition 5, un nombre est multiple d'un nombre, le plus grand du plus petit, quand il est mesuré par le plus petit.
- Définition 6, le nombre pair est celui qui peut être divisé en deux parties égales.
- Définition 7, le nombre impair est celui qui ne peut pas se partager en deux parties égales, ou bien celui qui diffère d'une unité du nombre pair.
- Définition 12, le nombre premier est celui qui est mesuré par l'unité seule.
- Définition 13, les nombres premiers entre eux sont ceux qui ont l'unité seule pour mesure commune.
- Définition 16, un nombre est dit multiplier un nombre, lorsque le multiplié est ajouté autant de fois qu'il y a d'unités dans celui qui le multiplie, et qu'un nombre est produit.
- Définition 17, lorsque deux nombres se multipliant font un nombre, celui qui est produit se nomme plan ; et les nombres qui se multiplient se nomment les côtés de ce produit.
- Définition 18, lorsque trois nombres se multipliant entre eux font un nombre, celui qui est produit est appelé solide ; et les nombres qui se multiplient se nomment les côtés du produit.
- Définition 19, le nombre carré est […] celui qui est contenu entre deux nombres égaux.
- Définition 20, le nombre cube est […] celui qui est contenu sous trois nombres égaux.
- Définition 23, le nombre parfait est celui qui est égal à ses parties.

On notera la vision géométrique relative au produit de deux ou trois nombres, mais qui peut se révéler un obstacle pour concevoir le produit de quatre nombres ou plus. Il est possible que ce facteur ait joué dans le fait que les Grecs n'ont pas démontré explicitement le théorème fondamental de l'arithmétique, relatif à l'existence et l'unicité de la décomposition d'un nombre en facteurs premiers, même s'ils en sont proches. Cette vision géométrique apparaît également dans le nom attribué aux nombres carrés et cubes.

## Les propositions
Les propositions abordent les points suivants. Des notations algébriques modernes seront parfois utilisées pour rendre les énoncés plus lisibles :
- Algorithme d'Euclide. L'algorithme est exposé dès la prop.1 et donne un critère permettant de savoir si deux nombres sont premiers entre eux. Il est appliqué dans la prop.2 pour déterminer le PGCD de deux nombres. À cette occasion, il est prouvé que, si un nombre en divise deux autres, alors il divise leur PGCD. La prop.3 généralise le procédé à plus de deux nombres.
- Propriétés de la proportionnalité. Les prop.5 à 22 énoncent des propriétés de la proportionnalité. Par exemple, les prop.5 et 6 énoncent que, si a/b est égal à c/d, alors c'est aussi égal à (a+c)/(b+d). La notation anachronique utilisée ici a/b désigne non pas un nombre rationnel, mais une relation entre deux entiers. Il faut comprendre par exemple que 6 est à 4 comme 9 est à 6 et comme 15 est à 10. On dispose également des règles selon laquelle si a/b = c/d, alors a/c = b/d (prop.9 et 10). a/b a même raison que am/bm (prop.18). a/b = c/d si et seulement si ad = bc (prop.19).
- Propriété fondamentale de l'arithmétique d'Euclide. Euclide n'énonce pas le théorème de Gauss, selon lequel, si c divise ab et si c est premier avec a, alors c divise b, ce qui est un obstacle à certaines questions arithmétiques (en particulier la preuve de l'unicité du développement en facteurs premiers)[1]. À défaut, la propriété qui va jouer un rôle essentiel dans l'arithmétique d'Euclide est donnée par la prop.21, complétée par la prop.23 et la prop.24 : en substance, ces propositions énoncent que si a/b = c/d avec a et b les plus petits possible, alors a divise c et b divise d. En outre les a et b les plus petits possible sont obtenus lorsqu'ils sont premiers entre eux. Il faut éviter de voir cette proposition comme le fait moderne de réduire la fraction c/d sous forme irréductible, car rappelons que c/d est vue comme une relation entre entiers et non comme un nombre rationnel. Euclide prouve cette proposition en se basant sur la définition qu'il donne de la proportion qu'on peut interpréter algébriquement comme suit : a/b = c/d si et seulement s'il existe des entiers n, p, x et y tels que a = nx, b = ny, c = px, d = py.
- Propriétés des nombres premiers entre eux. Il est prouvé que, si c divise a et a premier avec b, alors c est premier avec b (prop.25). Si a et b sont premiers avec c, alors ab est premier avec c (prop. 26). Si deux nombres sont premiers entre eux, le carré du premier est premier avec le carré du second (prop.27), le cas d'une puissance quelconque étant traitée dans la prop.29. Si a et b sont premiers avec c et d, alors ab est premier avec cd (prop.28). Si a est premier avec b, alors a+b est premier avec a et avec b, et réciproquement (prop.30).
- Propriétés des nombres premiers. Tout nombre premier p est premier avec tout nombre a qu'il ne divise pas (prop.31). Si p est premier et divise ab alors p divise a ou p divise b (prop. 32 dit Lemme d'Euclide[2]). Pour tout entier a, il existe p premier qui le divise (prop. 33 et 34).
- Propriétés du PPCM : Le PPCM est introduit, avec le fait que le produit du PGCD par le PPCM est le produit des deux nombres (prop.36), et la preuve qu'un multiple commun de deux entiers est un multiple du PPCM (prop.37).